# Epson PX-8 Geneva
El Epson PX-8 «Geneva» VA ser un ordinador portàtil llançat en 1984 per l'empresa Epson. L'ordinador era equipat amb una petita pantalla LCD de vuit línies per 80 caràcters. El sistema operatiu de l'Epson era el llavors popular CP/M (en la versió 2.2), a més d'oferir el llenguatge de programació BASIC a ROM.
L'ordinador portàtil tenia com públic objectiu («target») els executius i homes de negoci, contenint una suite de programes comercials emmagatzemats en ROM, com ara processador de textos (WordStar), full de càlcul (Portable Calc) i agenda (Portable Scheduler).

## Característiques tècniques
| UCP            | Toshiba TMPZ84C00P-3 (Z80 CMOS) en 2,45 MHz / Hitachi 6301 (proceSsador de E/S) en 614 kHz |
| RAM            | 64 KiB - 128 KiB (màx.)                                                                    |
| VRAM           | 6 KiB                                                                                      |
| ROM            | 32 KiB                                                                                     |
| Teclat         | 72 tecles                                                                                  |
| Pantalla       | LCD (text: 8 X 80 - gràfic: 480 x 64 pixels)                                               |
| So             | altaveu interno ("beeper")                                                                 |
| Ports          | port sèrie propietari, port RS-232, lector de codi de barres, connector de cartutx         |
| Emmagatzematge | Microcassette incorporat, unitat de disquet de 5,25" o 3,5" extern opcional                |